# Elizabeth Nyamayaro
Elizabeth Nyamayaro, née en 1975, est une politologue et la conseillère principale auprès du secrétaire général adjoint des Nations unies et la directrice exécutive d'ONU Femmes. Elizabeth Nyamayaro est également à la tête de HeForShe, un mouvement fondé par ONU Femmes pour facilier la participation de tous les êtres humains, en particulier les hommes et les garçons, aux actions pour l'égalité entre les sexes dans leur propre vie.

## Biographie
Elizabeth Nyamayaro est née en 1975 d'une mère zambienne et a trois frères et soeurs.Elle est élevée par sa grand-mère dans un village du Zimbabwe où le VIH et la famine sévissent. Plutôt que d'aller à l'école, elle fait des tâches ménagères et cherche de la nourriture partout où elle le peut. Après une sécheresse, dans les années 1980, qui laisse son village affamé, Elizabeth Nyamayaro rencontre l'UNICEF, pour la première fois. C'est la première fois que la famine frappe sa communauté et elle bénéficie de l'aide humanitaire des Nations unies qui la nourrit de temps à autre. Après cette expérience, son but est de travailler pour les Nations unies et d'aider et de réconforter les autres comme elle a été aidée. C'est après la première famine que sa famille est séparée et qu'elle reste avec sa grand-mère pendant que ses parents, son frère et ses deux sœurs se rendent dans la capitale de Harare pour chercher du travail.
Quand elle a 10 ans, sa tante l’emmène à Harare dans une école privée avec des enfants britanniques, ce qui est son premier contact avec l'institution scolaire. C'est un moment décisif de sa vie, car pour la première fois, elle souffre d'inégalité parce qu'elle ne s'intégre pas facilement à l'école, mais comprend ce que l'instruction peut lui apporter par rapport à la communauté villageoise dont elle est issue.
Elle quitte le Zimbabwe à l'âge de 21 ans pour fréquenter un petit collège à Notting Hill Gate (en) à Londres. Elle devient titulaire d'une maîtrise en sciences politiques de la London School of Economics and Political Science. Elle est également diplômée de la Harvard Business School. Elle s'installe à New York.
Elle travaille après sa formation pour Merck & Co., une grande société pharmaceutique, sur les projets de cette entreprise concernant l'accès à la médecine dans les pays en développement. Elle y anime des initiatives telles que «Merck for Mothers», sur la réduction de   la mortalité maternelle, et «Saving Mothers, Giving Life», une initiative lancée par le gouvernement américain et sa secrétaire d'État Hillary Clinton, et, enfin, «Pink Ribbon Red Ribbon Alliance», une autre initiative soutenue par l'Institut George W. Bush, l'ONUSIDA, la fondation Susan G. Komen et le President's Emergency Plan for AIDS Relief (PEPFAR) pour prévenir le cancer du col de l'utérus.
Elle rentre ensuite et travaille durant une quinzaine d'années pour des institutions comme l'ONUSIDA, l'Organisation mondiale de la santé et à la Banque mondiale, sur des initiatives de santé publique,. Elle devient conseillère principale auprès du secrétaire général adjoint des Nations unies et directrice exécutive d'ONU Femmes. Elle est également à la tête de HeForShe, un mouvement fondé par ONU Femmes pour facilier la participation de tous les êtres humains, en particulier les hommes et les garçons, aux actions pour l'égalité entre les sexes dans leur propre vie.